# جورج ثورنتون (لاعب كرة قدم أمريكية)
جورج ثورنتون (بالإنجليزية: George Thornton)‏ هو لاعب كرة قدم أمريكية أمريكي، ولد في 27 أبريل 1968 في مونتغومري في الولايات المتحدة.

## وصلات خارجية
- جورج ثورنتون على موقع مرجع كرة القدم المحترفة.كوم (الإنجليزية)